# Berlin–Cottbus–Berlin 1965
Berlin–Cottbus–Berlin 1965 war die 45. Austragung des traditionsreichen Eintagesrennens Berlin–Cottbus–Berlin. Ausgetragen wurde das Rennen für die Fahrer der drei Leistungsklassen der DDR über 230 Kilometer. Das Rennen fand am 1. August über 240 Kilometer statt. Sieger wurde Fritz Braun.

## Rennverlauf
Nach vierjähriger Unterbrechung fand das Rennen wieder statt. Der Deutsche Radsport-Verband der DDR hatte das Straßenrennen als Auswahlrennen deklariert. 120 Radrennfahrer waren am Start. Die Fahrer der Leistungsklasse I hatten acht Minuten Vorgabe auf die Leistungsklassen II und III aufzuholen. Am Wendepunkt in Cottbus war der Vorsprung halbiert. Auf Initiative von Axel Peschel wurde der Vorsprung deutlich kleiner. Aus der Gruppe der Vorgabefahrer setzten sich neun Fahrer ab, die einen knappen Vorsprung ins Ziel retteten. Kurz vor dem Ziel fuhr Fritz Braun einen Ausreißversuch, mit dem er als Solist das Ziel erreichte. Alle Fahrer der Nationalmannschaft kamen erst mit der zweiten Verfolgergruppe ins Ziel. Der Favorit Klaus Ampler wurde 9.

## Ergebnis
|     | Fahrer          | Ort                           | Zeit (h)       |
| --- | --------------- | ----------------------------- | -------------- |
| 01. | Fritz Braun     | BSG Lokomotive Leipzig-Ost    | 5:46:30        |
| 02. | Dieter Uhrig    | SG Dynamo Potsdam             | + 0:40 Minuten |
| 03. | Manfred Kummich | BSG Lokomotive Leipzig-Ost    | gl. Zeit       |
| 04. | Rainer Marks    | HSG Wissenschaft DHfK Leipzig | gl. Zeit       |
| 05. | Praus           | BSG Lok Cottbus               | gl. Zeit       |
| 06. | Sperling        | BSG Lokomotive Leipzig-Ost    | gl. Zeit       |
| 0 … |                 |                               |                |